# Izvoarele (Giurgiu)
Izvoarele è un comune della Romania di 4 103 abitanti, ubicato nel distretto di Giurgiu, nella regione storica della Muntenia.
Il comune è formato dall'unione di 6 villaggi: Chiriacu, Dimitrie Cantemir, Izvoarele, Petru Rareș, Radu Vodă, Valea Bujorului.